# Tradescantia plusiantha
Tradescantia plusiantha är en himmelsblomsväxtart som beskrevs av Paul Carpenter Standley. Tradescantia plusiantha ingår i släktet båtblommor, och familjen himmelsblomsväxter. Inga underarter finns listade.